# Steve Spence
Steven Anthony „Steve” Spence (ur. 9 maja 1962 w Harrisburgu) – amerykański lekkoatleta specjalizujący się w biegach długodystansowych, uczestnik letnich igrzysk olimpijskich w Barcelonie (1992).

## Sukcesy sportowe
Największy sukces na arenie międzynarodowej odniósł w 1991 w Tokio, gdzie zdobył brązowy medal mistrzostw świata w biegu maratońskim (z czasem 2:15:36; za Hiromim Taniguchim i Ahmedem Salahem). W 1992 wystąpił na igrzyskach olimpijskich w Barcelonie, zajmując 12. miejsce w biegu maratońskim (z czasem 2:15:21).
W latach 1990 i 1992 dwukrotnie zdobył tytuły mistrza Stanów Zjednoczonych w biegu maratońskim, natomiast w 1995 – w półmaratonie.

## Rekordy życiowe
- bieg na 10 000 metrów – 28:27,26 – Abbotsford 11/06/1988
- bieg maratoński – 2:12:17 – Columbus 11/11/1990